# Communauté de communes Haute Maurienne Vanoise
Die Communauté de communes Haute Maurienne Vanoise ist ein französischer Gemeindeverband mit der Rechtsform einer Communauté de communes im Département Savoie in der Region Auvergne-Rhône-Alpes. Sie wurde am 8. Dezember 2016 gegründet und umfasst zehn Gemeinden. Der Sitz der Verwaltung befindet sich im Ort Modane.

## Gründung
Der Gemeindeverband entstand mit Wirkung vom 1. Januar 2017 durch die Fusion der Vorgängerorganisationen Communauté de communes Terra Modana und Communauté de communes de Haute Maurienne Vanoise. Trotz der großen Namensähnlichkeit handelt es sich um eine Neugründung mit eigener Rechtspersönlichkeit!

## Mitgliedsgemeinden
| Gemeinde                                       | Einwohner 1. Januar 2022 | Fläche km² | Dichte Einw./km² | Code INSEE | Postleitzahl |
| ---------------------------------------------- | ------------------------ | ---------- | ---------------- | ---------- | ------------ |
| Aussois                                        | 682                      | 41,94      | 16               | 73023      | 73500        |
| Avrieux                                        | 394                      | 37,85      | 10               | 73026      | 73500        |
| Bessans                                        | 352                      | 128,08     | 3                | 73040      | 73480        |
| Bonneval-sur-Arc                               | 270                      | 82,72      | 3                | 73047      | 73480        |
| Fourneaux                                      | 701                      | 5,04       | 139              | 73117      | 73500        |
| Freney                                         | 107                      | 11,13      | 10               | 73119      | 73500        |
| Modane                                         | 2.879                    | 71,04      | 41               | 73157      | 73500        |
| Saint-André                                    | 447                      | 30,84      | 14               | 73223      | 73500        |
| Val-Cenis                                      | 2.092                    | 408,05     | 5                | 73290      | 73500        |
| Villarodin-Bourget                             | 511                      | 33,08      | 15               | 73322      | 73500        |
| Communauté de communes Haute Maurienne Vanoise | 8.435                    | 849,77     | 10               | –          | –            |